# جبل التطويبات
جبل التطويبات هو تلة تقع شمال فلسطين المحتلة، ضمن هضبة كورازيم. يُعد هذا الجبل الموقع التقليدي الذي ألقى فيه المسيح موعظة الجبل.

## الموقع
يقع جبل التطويبات على بعد اثني عشر كيلومترا من بحيرة طبرية، بين كفرناحوم والموقع الأثري تل كنروت (الذي يُعرف أيضًا بجنيسار أو جنيسارت)، وهو مغطى بأنقاض بلدة كينيرت القديمة. يرتفع الموقع حوالي 25 مترًا تحت مستوى سطح البحر وما يقارب 200 متر فوق بحيرة طبرية، مما يجعله من أدنى القمم في العالم. هذا الموقع، القريب جدًا من الطابغة والمعروف أيضًا باسم جبل إيريموس، كان موقعًا يُحتفى به لأكثر من 1600 عام. كما اقترحت مواقع أخرى لموعظة الجبل مثل جبل أربيل أو قرون حطين.

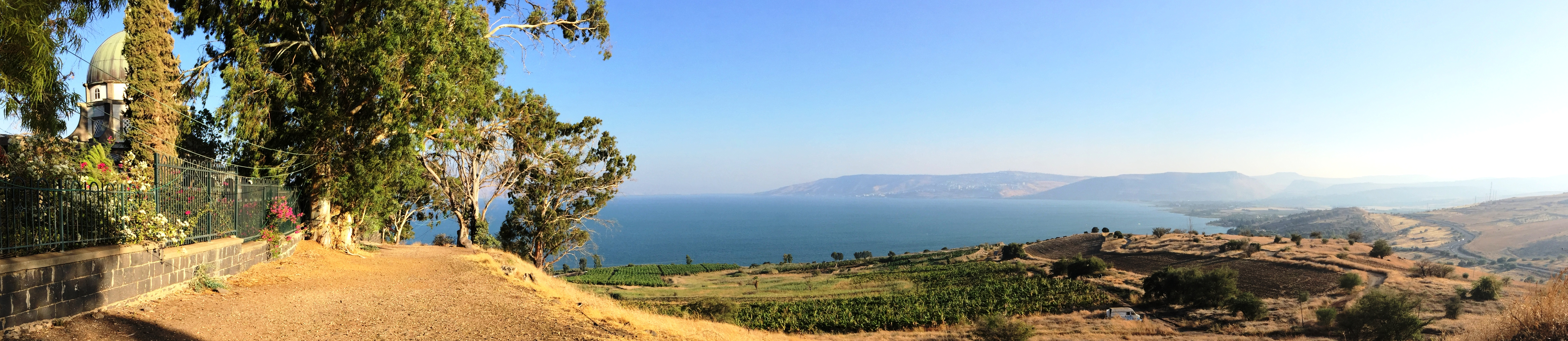
إطلالة على بحيرة طبرية من جبل التطويبات

## الكنائس

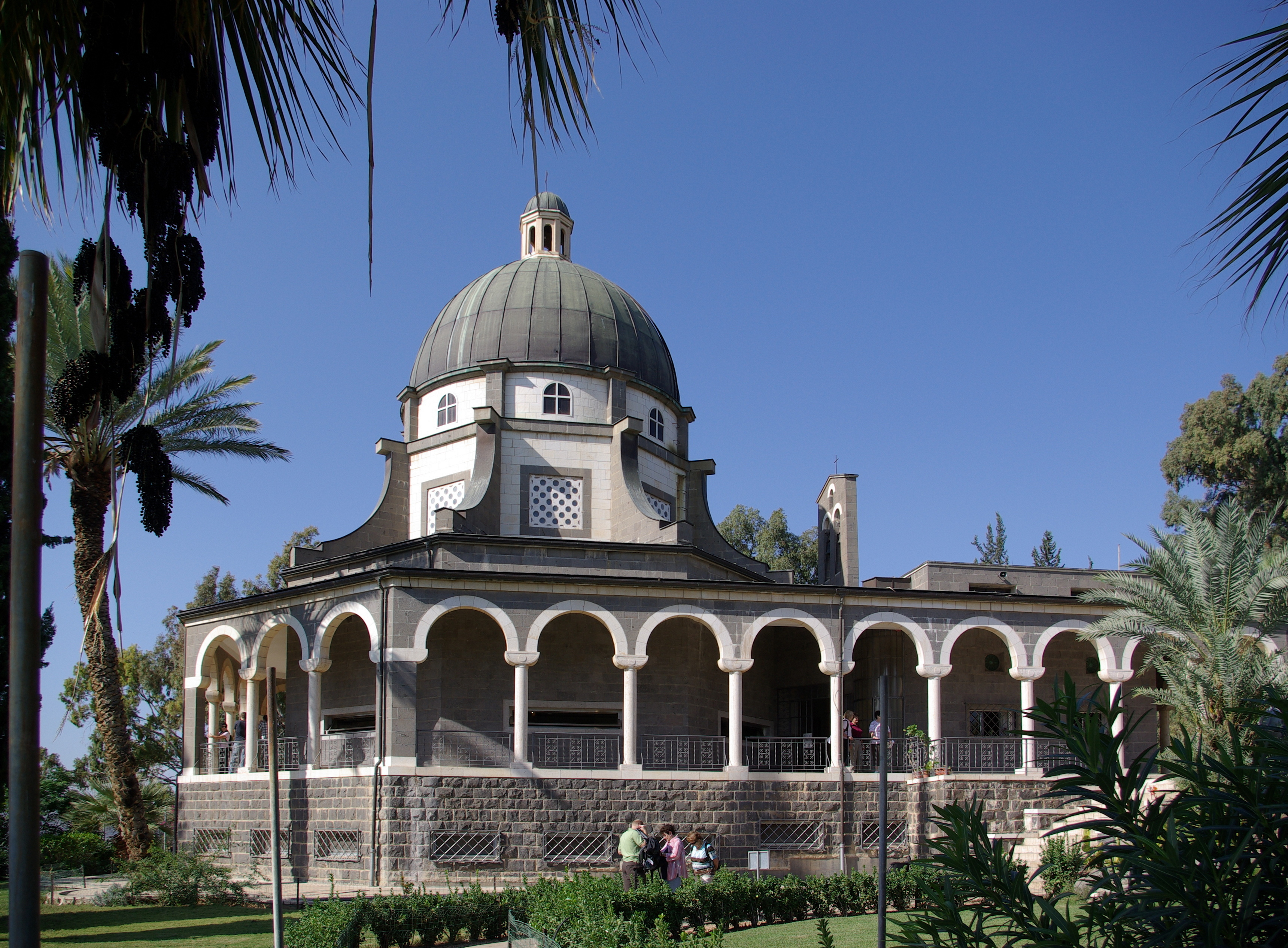
كنيسة كاثوليكية رومانية في جبل التطويبات

شُيدت كنيسة بيزنطية أسفل المنحدر من الموقع الحالي في القرن الرابع الميلادي، وظلت مستخدمة حتى القرن السابع. ولا تزال بقايا صهريج ودير مرئية حتى الآن. أما الكنيسة الكاثوليكية الرومانية الحالية، فقد بُنيت في عامي 1937-1938 وفق تصميم المهندس الإيطالي أنطونيو بارلوتزي.
في مارس 2000، أقام البابا يوحنا بولس الثاني قداسًا في هذا الموقع. ويربط درب يسوع للحج الجبل بمواقع أخرى تقليدية مرتبطة بحياة المسيح.